# Kurt Heißmeyer
Kurt Hermann Otto Heißmeyer (* 26. Dezember 1905 in Lamspringe/Hannover; † 29. August 1967 in Bautzen) war ein deutscher Arzt im Konzentrationslager Neuengamme in Hamburg.

## Leben
Kurt Heißmeyer wurde als Sohn des Arztes Ludwig Heißmeyer und dessen Frau Ilse, geb. Feuerriegel in Lamspringe geboren und wuchs in Sandersleben auf, wo er vom sechsten bis zum neunten Lebensjahr die Vorschule besuchte. 1923 erhielt er an der Städtischen Realschule in Aschersleben die Reife für die Obersekunda; 1926 an der Oberrealschule in Köthen das Abitur. Anschließend studierte er Medizin in Marburg, Leipzig und Freiburg. Nach bestandener ärztlicher Vorprüfung in Marburg 1928 war er Assistenzarzt in einem Lungensanatorium in Davos und am Berliner Auguste-Viktoria-Krankenhaus. Am 27. Juni 1937 beantragte er die Aufnahme in die NSDAP und wurde rückwirkend zum 1. Mai desselben Jahres aufgenommen (Mitgliedsnummer 5.193.297). 1938 wurde er an der Chirurgischen Universitäts-Klinik der Universität Freiburg bei Erich Schneider mit Untersuchungen über die Veränderung des in Körperhöhlen ergossenen Blutes zum Dr. med. promoviert. Seit 1938 arbeitete er als Oberarzt in der Tuberkulose-Heilanstalt in Hohenlychen von Karl Gebhardt.
Er hatte gute Beziehungen zur SS, da er mit Oswald Pohl, einem General der Waffen-SS, befreundet war. Jener war durch seinen Posten im SS-Wirtschafts- und Verwaltungshauptamt der SS zuständig für Konzentrationslager. Sein Onkel, August Heißmeyer, war ebenfalls General der Waffen-SS. So erklärt sich seine spätere Karriere in Neuengamme. Um seinen Traum einer Professur verwirklichen zu können, wollte Heißmeyer wissenschaftliche Ergebnisse vorweisen, die über seine bisherigen wenigen Publikationen hinausgingen. So wandte er sich an den Reichsgesundheitsführer Leonardo Conti. Er wollte Versuche zur Tuberkulose durchführen, um eine wirkungsvollere Bekämpfung zu entwickeln. Dabei vertrat er die Hypothese, dass eine Tuberkulose durch eine zweite Infektion im Sinne einer Impfung geheilt werden könne. Diese Meinung war schon zur damaligen Zeit widerlegt, was Heißmeyer aber nicht wusste, da er sich nicht eingehend mit der Materie beschäftigt hatte.

## Menschenversuche im Konzentrationslager Neuengamme
Um Zeit zu sparen, sollte gleich an Menschen experimentiert werden. Heißmeyer begann mit diesen Experimenten ab April 1944 im Konzentrationslager Neuengamme. Es wurde dort eine Baracke eingerichtet, die „Sonderabteilung Heißmeyer“ hieß. Die Versuche wurden zuerst an Erwachsenen durchgeführt, später an Kindern. Man verwendete dazu die Tuberkuloseerreger, womit Heißmeyer die Tötung der Probanden in Kauf nahm. Um die Experimente geheim zu halten, wurde die Baracke abgeschottet und eigenes Häftlingspersonal verwendet. 30 Russen, die sich aufgrund der besseren Verpflegung freiwillig gemeldet hatten, wurden für die Versuche ausgewählt. Sie wurden nicht darüber in Kenntnis gesetzt, was mit ihnen geschah. Vier der Häftlinge wurden im Anschluss gehängt und von Heißmeyer seziert.
Heißmeyer entschloss sich, 20 jüdische Kinder aus Auschwitz anzufordern. Die Kinder trafen am 29. November 1944 in Neuengamme ein. Er infizierte sie teils intradermal, teils mit einer Lungensonde mit Mycobacterium tuberculosis und ließ ihnen anschließend die Achsellymphknoten herausnehmen.
Als die britischen Truppen bereits das Hamburger Stadtgebiet erreicht hatten, befahl man Heißmeyer am 20. April, alle Kinder und Pfleger zu töten, um Spuren zu vernichten. In der Nacht auf den 21. April 1945 wurden sie in Neuengamme abgeholt und in die Spaldingstraße nach Hamburg gebracht, später in die Schule am Bullenhuser Damm. Sie wurden im Keller der Schule erhängt, ebenso ihre Pfleger. Angeblich wurde ihnen vorher Morphin gespritzt, was Historiker Joachim Lietzke bezweifelt. Die These der „gnädigen“ Morphiumspritzen sei eine nicht bewiesene Schutzbehauptung des Täters.
Die Vorkommnisse in der Schule am Bullenhuser Damm wurden später während der Curiohaus-Prozesse verhandelt. Nach den getöteten Kindern, darunter Eduard Reichenbaum, wurden Straßen in Hamburg benannt.

## Nach der Befreiung vom Nationalsozialismus
Trotz Untersuchungen gegen SS-Ärzte wurde kein Haftbefehl gegen Heißmeyer erlassen. Er kehrte in sein Elternhaus zurück und arbeitete in der Praxis seines Vaters in Sandersleben. Da er sich sicher fühlte, eröffnete er unter richtigem Namen die einzige Tuberkulose-Privatpraxis der DDR in der Gellertstraße in Magdeburg und wurde Direktor der privaten Magdeburger Klinik des Westens.
1959 wurde man durch einen Artikel in der Illustrierten Stern zufällig auf ihn aufmerksam. Aber erst am 13. Dezember 1963 wurde er verhaftet.
Heißmeyer hatte nach Kriegsende in Hohenlychen eine Kiste vergraben, in der sich neben persönlichen Materialien auch seine Arbeit und Bilddokumente verbargen. Als in der Berliner Charité festgestellt worden war, dass ihn diese Dokumente nicht entlasteten, gestand Heißmeyer.

## Prozess
Nach zweieinhalbjähriger Untersuchungshaft wurde am 21. Juni 1966 vor dem Bezirksgericht Magdeburg der Prozess gegen Heißmeyer eröffnet, in dem ihn der Rechtsanwalt Wolfgang Vogel verteidigte. Heißmeyer wurde wegen Verbrechen gegen die Menschlichkeit angeklagt und am 30. Juni 1966 zu lebenslanger Strafe im Zuchthaus verurteilt. Die Strafe verbüßte er in Bautzen. Nach einem Jahr verstarb Heißmeyer dort an einem Herzinfarkt.
Die Burschenschaft Arminia Marburg schloss Kurt Heißmeyer aufgrund seiner Taten postum Mitte 2001 aus der Studentenverbindung aus.

## Schriften
- Untersuchungen über die Veränderung des in Körperhöhlen ergossenen Blutes, in: Dt. Zeitschrift f. Chirurgie. Bd. 231, H. 2/4, S. 227–236 (zugl: Freiburg (Breisgau), Univ., Diss., 1938).